# Carlo Salvioli

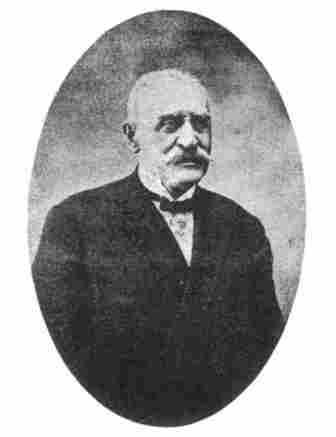
Carlo Salvioli

Carlo Salvioli (* 2. November 1848 in Venedig; † 29. Januar 1930 in Mirano) war ein italienischer Schachspieler und Endspieltheoretiker.

## Redakteur
Salvioli erwarb sich Verdienste bei der Popularisierung des Schachs in Italien.
So leitete er Schachspalten in verschiedenen Zeitschriften wie zum Beispiel in der Turiner Gazzetta litteraria und der venezianischen La Gazzetta del popolu della Domenica. Er publizierte Theorieartikel, Analysen, kommentierte Partien, Studien und war lange Zeit Redakteur der Monatszeitschrift Nuova Rivista degli scacchi.

## Studienkomponist
Von Salvioli sind über 50 Studien und Endspiele bekannt. Nachfolgend ein Beispiel zur Illustration.
|   | a | b | c | d | e | f | g | h |   |
| 8 |   |   |   |   |   |   |   |   | 8 |
| 7 |   |   |   |   |   |   |   |   | 7 |
| 6 |   |   |   |   |   |   |   |   | 6 |
| 5 |   |   |   |   |   |   |   |   | 5 |
| 4 |   |   |   |   |   |   |   |   | 4 |
| 3 |   |   |   |   |   |   |   |   | 3 |
| 2 |   |   |   |   |   |   |   |   | 2 |
| 1 |   |   |   |   |   |   |   |   | 1 |
|   | a | b | c | d | e | f | g | h |   |

Lösung:

Weiß scheint verloren zu sein. So gewinnt nach 1. Ke3–f3 g5xh4 2. g3xh4 f6–f5 3. e4xf5 Ke5xf5 Schwarz.
Richtig ist der Bauerndurchbruch
1. g3–g4! h5xg4 oder 1. … g5xh4 2. g4xh5 h4–h3 3. Ke3–f3 f6–f5 4. h5–h6 Ke5–f6 5. e4xf5 usw.
2. h4–h5 Ke5–e6 oder 2. … f6–f5 3. h5–h6 f5–f4+ 4. Ke3–f2 Ke5–f6 5. e4–e5+ Kf6–g6 6. e5–e6 usw.
3. Ke3–f2 Ke6–f7
4. Kf2–g3 Kf7–g7
5. Kg3xg4 Kg7–h6
6. Kg4–f5 Kh6xh5 oder 6. … Kh6–g7 7. e4–e5 f6xe5 8. Kf5xg5 usw.
7. Kf5xf6 g5–g4
8. e4–e5 g4–g3
9. e5–e6 g3–g2
10. e6–e7 g2–g1D oder 10. … Kh5–g4 11. e7–e8D Kg4–f3 (11. … g2–g1D? 12. De8–g8+ Kg4–f3 13. Dg8xg1) 12. De8–e1 mit Gewinn
11. e7–e8D+ Kh5–h4 (11. … Kh5–g4? 12. De8–g8+ mit Gewinn)
12. De8–h8+ Kh4–g3
13. Dh8–g8+ Kg3–f2
14. Dg8xg1 Kf2xg1
15. Kf6–e5 und Weiß gewinnt wegen der besseren Königsstellung.
Trotz der Veröffentlichung dieser Studie wird ein solcher Durchbruch in der Turnierpraxis meistens übersehen, auch von Schachmeistern.

## Schachspieler
Im Jahr 1881 gewann er das italienische Torneo Nazionale in Mailand; er belegte 1883 in Venedig den dritten Platz und 1886 in Rom einen gemeinsamen vierten Platz. 1920 war er für kurze Zeit Präsident des italienischen Schachverbandes.

## Werke
- Il quarto torneo scacchistico italiano nazionale in Venezia. Ferrari alla Porta, Venedig 1884
- Il quinto torneo scacchistico nazionale: Roma 1886. Ferrari, Kirchmayr e Scozzi, Venedig 1887
- Trattato completo dei finali di partita: con 500 diagrammi e piu di mille esempi. Ferrari, Kirchmayr e Scozzi, Venedig 1888
- Teoria e pratica del giuoco degli scacchi. Ferrari alla Porta, Venedig 1885–1888 (4 Bde.)
- L'ultima teoria e pratica del giuoco degli scacchi, 1887–'98. Ferrari, Venedig 1900
- Manuale teorico-pratico del giuoco degli scacchi pei principianti. In: Nuova Rivista Degli Scacchi. Giuseppe Meucci, Livorno 1899
- Il giuoco degli scacchi di Gioachino Greco detto il Calabrese. Achte Auflage, erweitert und aktualisiert von Giuseppe Stalda. La nuova Italia: Giusti, Florenz 1961
- La partita d'oggi. Supplemento all' "Ultima teoria e pratica del giuoco degli scacchi" in vier Teilen. Ammannati, Florenz 1928